# Casper Christian Friese

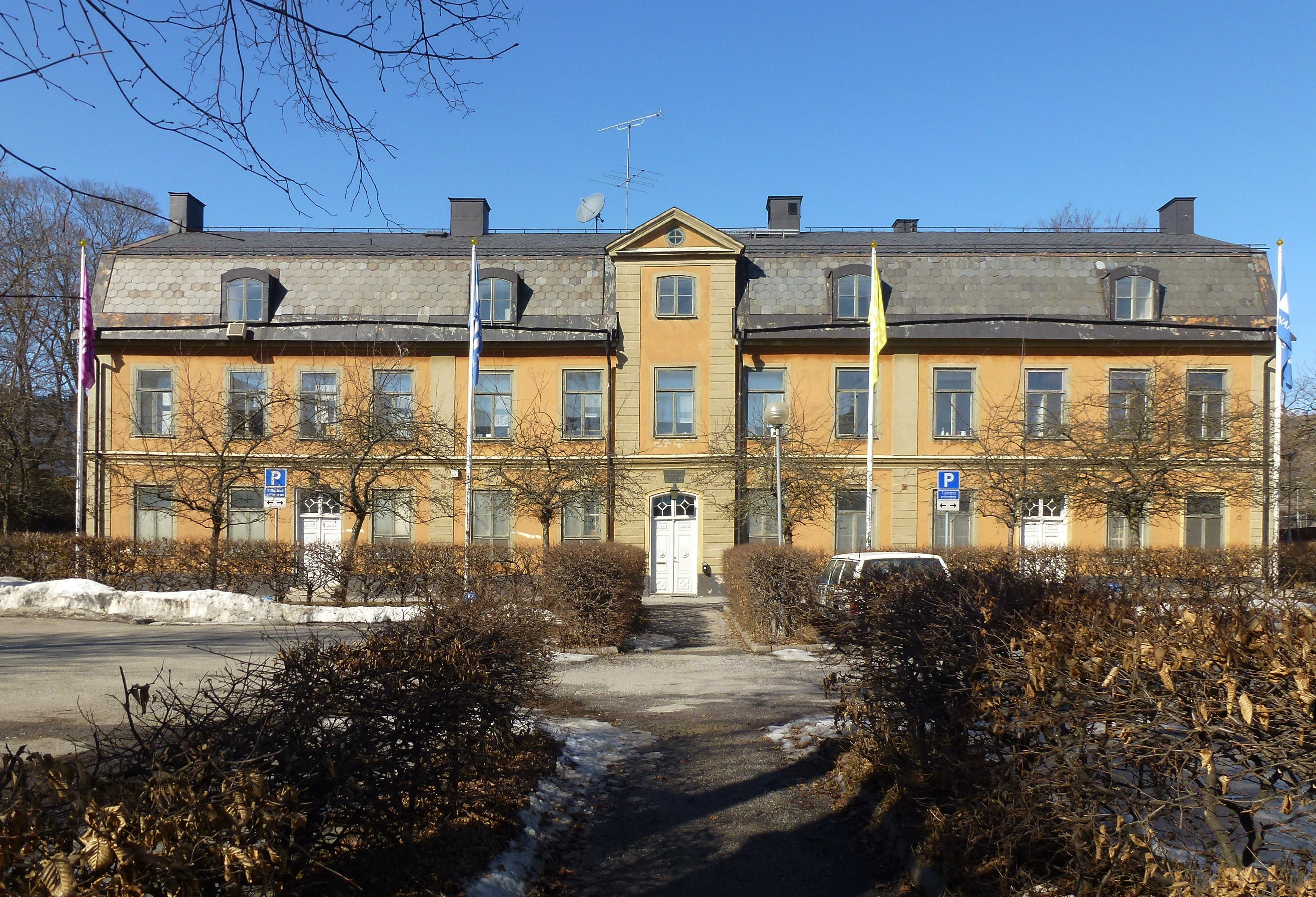
Hovings malmgård

Casper Christian Friese, död 1790, var en svensk murmästare och arkitekt.
Casper Christian Friese var bror till murmästaren Johan Wilhelm Friese. 1764 inträdde han i Murmästareämbetet i Stockholm. Han uppförde 29 nybyggnader åren 1767-89, bland annat Hovings malmgård, och byggde om Pauliska huset.